# Vi de Sauternes

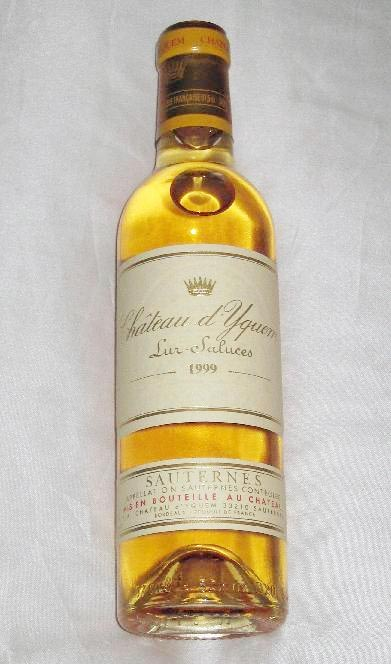
Ampolla de vi de Sauternes del Château d'Yquem

El Vi de Sauternes o vi de Sautèrnas, és un vi dolç amb denominació d'origen Sauternais de la regió de Graves secció Bordeus. El vi de Sauternes es fa amb les varietats de raïm anomenades Sémillon, Sauvignon Blanc i Muscadelle que han quedat afectades pel microfong Botrytis cinerea, en la coneguda com podridura noble. Els grans de raïm afectats per la podridura noble es pansifiquen parcialment i el gust es concentra. Pel seu clima, la regió de Sauternes és un dels pocs llocs on la podridura noble es presenta amb freqüència, tot i això l'afectació és variable segons les anyades. Els vins de Sauternes com els de Premier Cru Supérieur de Château d'Yquem, pot ser molt car. Als Estats Units es comercialitzen també vins similars produïts als Estats Units coneguts com a sauterne sense la "s" final i sense utilitzar la majúscula al principi.